# Schloss Undorf

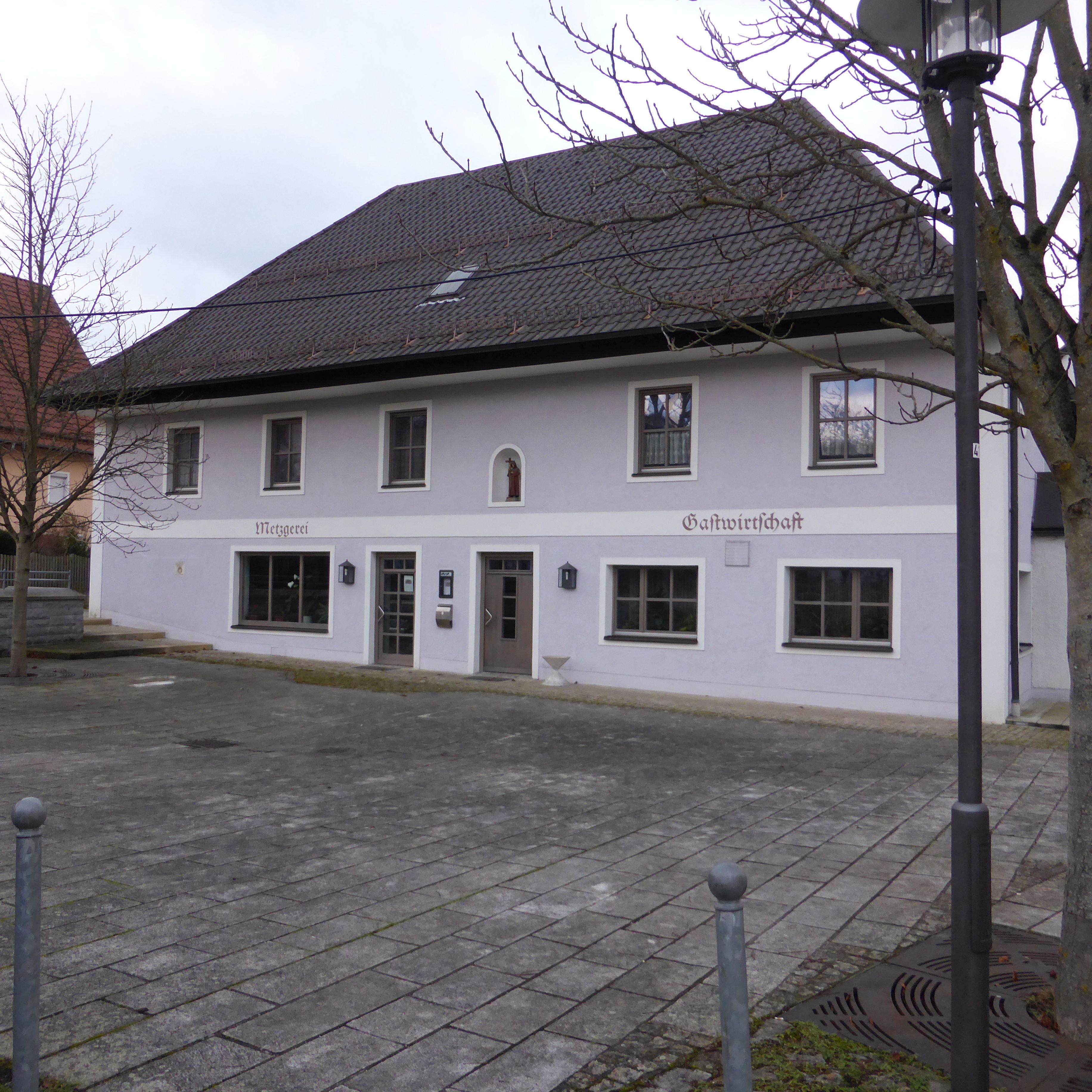
Schloss Undorf – heute Gasthof Müller

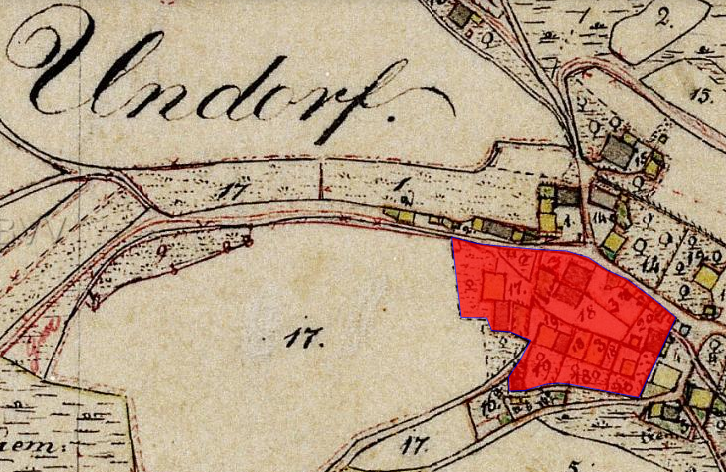
Lageplan von Schloss Undorf auf dem Urkataster von Bayern

Das Schloss Undorf liegt in dem gleichnamigen Ortsteil des Marktes Nittendorf im Oberpfälzer Landkreis Regensburg von Bayern (Hofmarkstr. 17). Die Anlage wird als Bodendenkmal unter der Aktennummer D-3-6937-0127 im Bayernatlas als „archäologische Befunde der frühen Neuzeit im Bereich des ehem. Hofmarkschlosses in Undorf“ geführt. 

## Geschichte
Undorf wird erstmals 1150 in einer Urkunde des Klosters Prüfening erwähnt, als ein Werner der Ramelsteiner zu Loch als Zeuge erscheint. 1217 wird Undorf als Hofgut der Ramelsteiner erwähnt; Undorf gehörte damals zur Grafschaft Velburg. 1434 wird den Ramelsteinern von Kaiser Sigismund Undorf als Lehen bestätigt.
Nach dem Tod des ohne männliche Nachkommen verstorbenen Sebastian von Ramelstein kam Undorf an Heinrich Sauerzapf von Schönhofen, der die Schwester des letzten Ramelsteiners, Magdalena, geheiratet hatte. Undorf erscheint damals (1555) als eine Hofmark im Gebiet von Pfalz-Neuburg.
1689 erbaute Christoph von Sauerzapf das Schloss (Schlössl genannt) zu Undorf. Der Erbauer verstarb am 12. Mai 1714 und ist in der Kirche zu Nittendorf begraben. Vor seinem Ableben vermachte er seinen Besitz zu Undorf dem Kloster Prüll. Nach der Säkularisation ging der Besitz an den bayerischen Staat über. 1804 verkaufte der Staat das Schloss, die Landwirtschaft und den Grund an den Freiherrn von Aretin, dieser verkauft noch im gleichen Jahr alles an den Besitzer von Schönhofen, Carl Graf von Jett. 1809 wird als Besitzerin die Bäckerswitwe Katharina Pickl aus Regensburg genannt. Zwischen 1819 und 1850 verkaufte Wolfgang Lautenschlager die Güter der ehemaligen Hofmark vollständig.

## Schloss Undorf heute
Das Schloss ist heute noch als „Gasthof Müller“ in Undorf erhalten. Eine Steinplatte oberhalb der Haustüre weist auf den Erbauer hin. Das Schloss war einst mit einer Mauer umfriedet, in den Schlosshof führten drei Tore, diese sind nicht mehr vorhanden.